# ももへの手紙

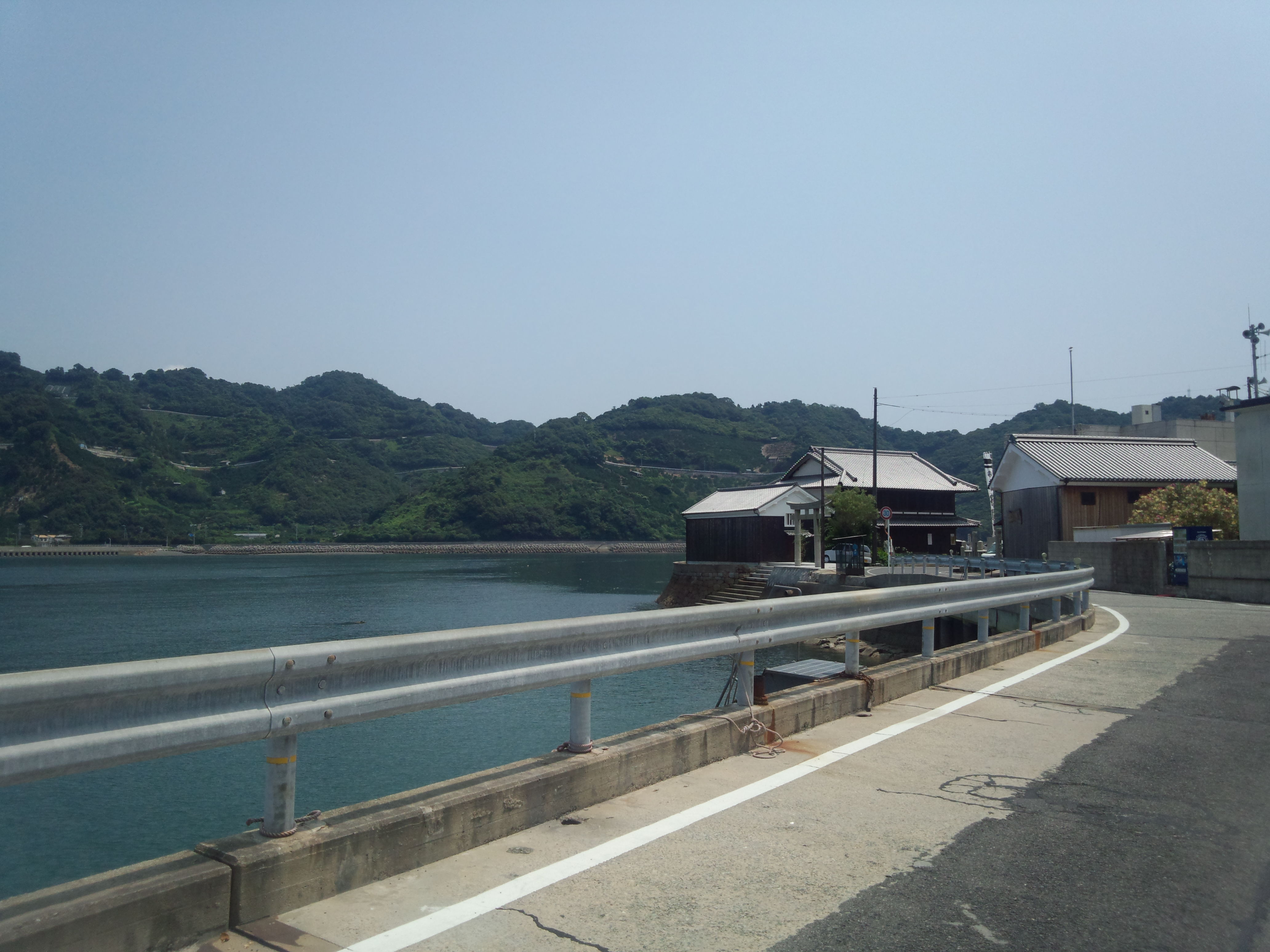
ももの舞台になった御手洗の海

『ももへの手紙』（ももへのてがみ）は、プロダクションI.G.制作の長編アニメーション映画。監督は沖浦啓之。2012年4月21日より角川映画の配給で全国公開された。
キャッチコピーは「気がつけば、私、ひとりじゃなかった。」。

## 概要
リアル系アニメーターの第一人者としても知られる沖浦啓之が前作『人狼 JIN-ROH』以来12年ぶりに手がけた2作目の監督作品で、オリジナル作品としては初となる長編劇場アニメ。制作には約7年間かかっている。
沖浦が監督のほか脚本と原案も手がけ、キャラクターデザインと作画監督は安藤雅司（『もののけ姫』『千と千尋の神隠し』『君の名は。』）、美術監督は大野広司（『魔女の宅急便』）、制作はプロダクション I.G.が担当している。その他に井上俊之（『AKIRA』）、本田雄（『新世紀エヴァンゲリオン』『ヱヴァンゲリヲン新劇場版』シリーズ、『君たちはどう生きるか』）らの有力アニメーターも参加している。
風光明媚な瀬戸内海の島を舞台に、父親を亡くした11歳の少女・ももが体験するひと夏の日々を描いたファンタジーアニメ。妖怪というファンタジー要素を織り込みつつ、少女の視点を通して豊かな自然や家族愛の大切さを描いている。
テーマは「少女と妖怪と家族」。アイディアの元となったのは、沖浦が感銘を受けた旧ソ連のカルト映画『不思議惑星キン・ザ・ザ』。映画では地球人のおじさんと異星人のおじさんとの交流の話だったのを、女の子と妖怪たちの組み合わせに置き変えている。沖浦は「分かり合えない者たち同士だけど、そこに思いが生まれることもあるんじゃないか」と話している。また妖怪をモチーフに加えたのは、たまたま本屋で見つけた黄表紙が面白かったから。企画段階ではギャグアニメにしようと思っていたが、最終的にはコメディ程度の笑いに収まった。ももの母親の生き方がリアルで、ファンタジーの物語にしてはシビアに描かれているのは意図的なもの。「女の子と妖怪」の話だが、親子の話はプライベートで色々考えていたこともあってそれをリアルに描きたかったので、そこに妖怪モノと瀬戸内海という舞台など沖浦自身の気になっている要素を集めて物語を構築して行った。
影を多用する表現があまり好きではない沖浦は、本作でも「季節が明るい夏の物語なので影が少なくても大丈夫ではないか」とテストしてみたところ、問題なかったという。
2011年12月15日、文化庁メディア芸術祭アニメーション部門の優秀賞を受賞。同庁は、本作を「日本が研鑽してきたリアル系アニメのクオリティの頂点に位置する作品」と評し、受賞理由についても、「原案・脚本・監督を兼ねる沖浦啓之によるオリジナルのストーリーは幅広い層に訴求するが、その魅力と感動が『動く絵で再構築された日本』と直結している点は、実に貴重に思える」と称賛している。2012年3月、第16回ニューヨーク国際児童映画祭で、日本映画としては初めて長編大賞を受賞。同年7〜8月に開催された第16回ファンタジア映画祭で「ベストアニメーション映画 観客賞」を、8月開催の第20回東京キンダー・フィルム・フェスティバルで「キンダー・フィルム 最優秀作品賞 長編部門」をそれぞれ受賞した。2013年3月、芸術選奨新人賞メディア芸術部門を受賞。

### 作品の舞台
舞台を瀬戸内の島にすることは最初の企画書の段階から決まっていた。沖浦監督自身は大阪の出身だがルーツは広島の鞆の浦にあり、舞台を自分に縁のある思い入れのあるところにしたいと思った時に、瀬戸内海を思いついたという。数ある瀬戸内の島の中で大崎下島を選んだのは、民俗学者の叔父のアドバイスによる。作中で登場する場所のモデルになったのは、大崎下島（広島県呉市豊町の御手洗地区が多い。

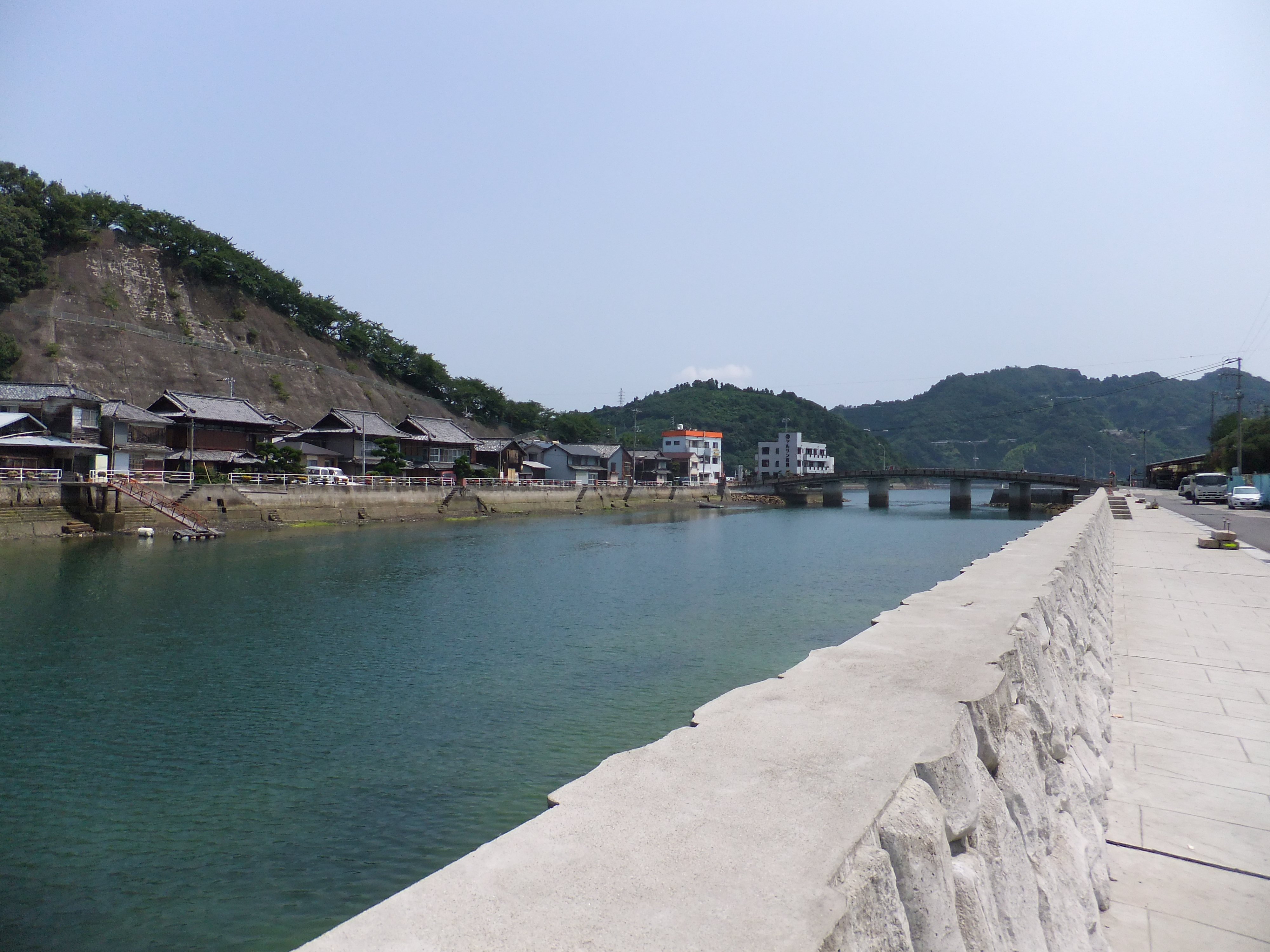
モデルになった大長の湾
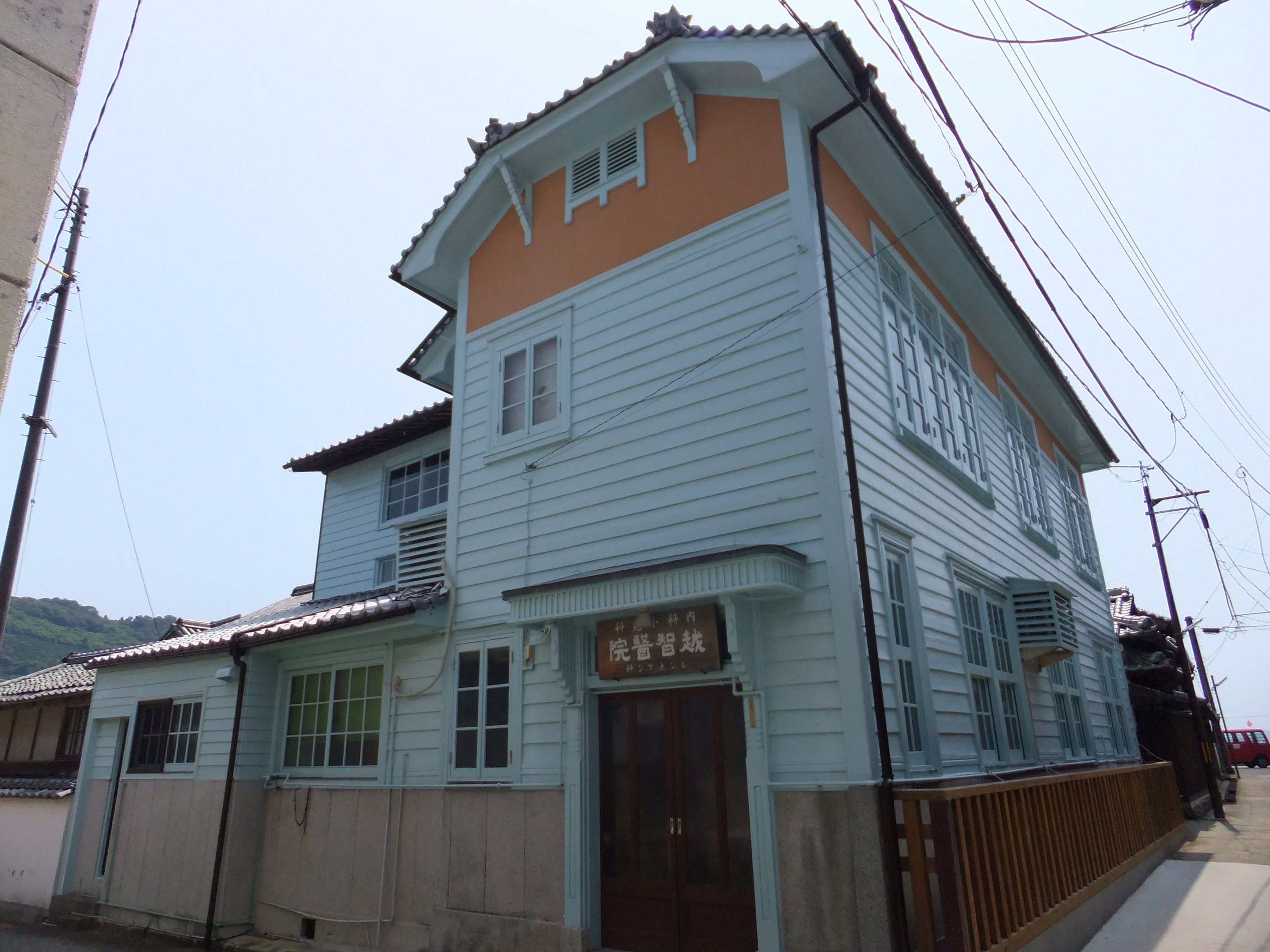
モデルになった御手洗の病院

## ストーリー
「ももへ」――父が遺した書きかけの手紙には、ただその一言があるだけだった。心ない言葉をぶつけ、仲直りしないまま父を亡くしたももは、11歳の夏、後悔を抱えたまま母親のいく子とふたり、母が幼い頃住んだことのある瀬戸内の島に引っ越してきた。辿り着いた汐島は、昔ながらの家々と自然に囲まれたどこか幻想的な町だった。
父の死を受け入れられず、島での新しい生活や周りの人々にも馴染めずにいたももは、屋根裏で一冊の古めかしい本を見つける。その日から周囲で不思議なことが起こり始めたももの前に、イワ・カワ・マメという3匹の妖怪が現れ、半ば強引に家に居着いてしまう。食いしん坊でわがまま、けれども愛嬌たっぷりの彼らには、実は「見守り組」という大切な使命があった……。
母のいく子は、生活への不安や夫への思いを抱えながらも、もものために明るく振舞っていたが、忙しい毎日を送る中でももとはすれ違うことに。しかし、2人がケンカをしてしまったその日に、いく子が病に倒れてしまう。母が自分のために無理をしていたことや母の本当の思いに気づいたももは、「絶対に、私が、お母さんを助ける!」と決意する。

## 登場人物
表記順・人物名・声優は公式サイトの「作品情報 - キャラクター&キャスト」より。
宮浦もも（みやうら もも）
声 - 美山加恋
本作の主人公。小学6年生の女の子。父親の死により、母親と共に東京から瀬戸内の港町『汐島』へ越してくる。生前の父とは些細な喧嘩が元で「もう帰ってこなくていいよ」と吐き捨て、そのまま父が出張先で事故死。その後悔から父が急死したという現実を受け入れられず、周りの人ともなかなか打ち解けられずにいた。さまざまな要因が重なり、母親とも心のすれ違いから喧嘩してしまうが、イワたちとの出逢いによって少しずつ成長していく。空から降ってきた水滴（妖怪の移動体）に触れたことにより、妖怪の姿が見えるようになってしまう。11歳。
宮浦いく子（みやうら いくこ）
声 - 優香
ももの母親。かつて幼少のころに住んでいた瀬戸内の港町『汐島』に娘のももと一緒に越してくる。喘息の持病を持っている。汐島には子供の頃、小児喘息の療養を目的に一年ほど在住していた。手に職を得ようと、高速船で今治のホームヘルパー2級講座へ通っている。夫の死後は寂しさ、重圧等、さまざまな要因が重なり、ももと心のすれ違いによって喧嘩をしてしまう。39歳。
宮浦カズオ（みやうら かずお）
声 - 荒川大三郎
ももの父親で、海が大好きな海洋学者。優しい性格で家族思いだが、それ故に人の気持ちを考えすぎて巧く自分の想いを伝えられない不器用な性格。妻と初めてデートした先がウィーン少年合唱団コンサートの観賞だった。ももの発案によって親子3人で同じ楽団のコンサートを観賞しに行くことになっていたが、本人には内緒であった。しかし、当日に急遽仕事が入って行けなくなり、そのことをももに責められ、「もう帰ってこなくていいよ」というセリフを吐き捨てられる。その後、「ももへ」とだけ書いた手紙を残して、仕事で乗った海洋調査船の事故により死亡してしまう。42歳没。
大おじ
声 - 坂口芳貞
いく子の叔父。煙草はわかばを吸っている。78歳。
大おば
声 - 谷育子
いく子の叔母。75歳。
イワ
声 - 西田敏行
3匹の中で一番大きな妖怪。3匹の中ではリーダー格。強面だが根は優しい。能力は俊足。
カワ
声 - 山寺宏一
3匹の中で一番頭の回転が速いが、努力と面倒なことが嫌い。チンピラ言葉を使う。能力は殺傷能力があるほど臭い放屁。
マメ
声 - チョー
3匹の中で一番小柄な妖怪。天然ボケでマイペース。物覚えが悪く、字も書けない。特技は特にないが、仲間を集めることには長けている。
幸市（こういち）
声 - 小川剛生
島の郵便局員。調子は良いがおっちょこちょいで小心者。いく子の昔馴染みで、ほのかな恋心を抱いている。38歳。
陽太（ようた）
声 - 藤井皓太
島の子供達のリーダー格の少年で海美の兄。小学6年生の12歳。
海美（うみ）
声 - 橋本佳月
陽太の妹。周囲には本気にされないが、もも以外で唯一妖怪を見ることができる少女。5歳。

## スタッフ
- 原案・監督・脚本・絵コンテ - 沖浦啓之[14]
- 脚本協力 - 藤咲淳一、長谷川菜穂子
- キャラクターデザイン - 安藤雅司[14]、沖浦啓之[14]
- 演出 - 楠美直子
- 作画監督 - 安藤雅司[14]
- 副作画監督 - 井上俊之[14]
- 作画監督補佐 - 井上鋭、本間晃、本田雄
- 車両船舶設定 - 河口俊夫
- 美術設定 - 渡部隆、大野広司
- 美術監督 - 大野広司[14]
- 色彩設計 - 水田信子
- CG監督 - 西川和宏
- 編集 - 植松淳一
- 現象 - IMAGICA
- 音響効果 - 野口透 (アニメサウンド)
- 音楽 - 窪田ミナ[14]
- 音楽プロデューサー - 佐々木史朗
- 音響監督 - 若林和弘
- プロデューサー - 松下慶子、向井地基起、野口真梨子、岡田有正
- アニメーション制作 - プロダクション・アイジー
- 配給 - 角川映画
- 製作 - 「ももへの手紙」製作委員会（バンダイビジュアル、角川書店、プロダクション・アイジー、TBSテレビ、オー・エル・エム、ホリプロ、毎日放送、中部日本放送、Yahoo! JAPAN、ジェイアール東日本企画、東急レクリエーション、中国放送、毎日新聞社）

## 主題歌
原由子「ウルワシマホロバ〜美しき場所〜」
作詞・作曲：原由子 / 編曲：曽我淳一＆原由子（タイシタレーベル/ビクターエンタテインメント）

## 制作
2004年の前半、当時手掛けていた企画が無くなって急遽別の企画を立てなくてはならなくなってしまった沖浦が、プロダクションI.G.の石川光久社長（当時）に本作の原案となる「女の子と妖怪の話」を提案したことが制作のきっかけ。普段とは違って企画に対する石川の食いつきが良かったため、そこから沖浦は具体的な内容を考え始めた。
最初の3年ほどは監督やプロデューサーだけの作業で、作画チームが関わったのは後半の4年間だった。
2004年にシナリオのロケハンを行い、脚本の決定稿が上がったのは2006年のことだった。シナリオは最初、他の脚本家たちに書いてもらっていたが、最終的には沖浦が書き上げた。また本編と同じ内容のものが文章として一度上がっており、セリフのニュアンスが違う程度でシナリオとコンテと本編で内容にはほとんど違いはない。絵コンテはある段階まで正式なコンテとして頭から順番に描いていたが、途中で最後まで上げないと間に合わないという状況になり、一旦ラフな形で終わりまで描いた。そこから本編の制作とコンテの清書を同時進行で行うことになった。
制作に入る前の2006年3月と8月、背景を描くために何度か瀬戸内にロケハンが行われた。
2007年1月に設定が完成すると2月から作画打ち合わせを開始、作画期間はそれから2011年3月頭までの丸4年間だった。
キャラクターデザインは、安藤雅司の参加が決まる前に、メインキャラクターは沖浦が自分でラフデザインを行った。参加が決まってからは、そのラフスケッチをもとに安藤が本番のキャラ設定を描き、それをまた沖浦がチェックしてどういう風に持っていくかを2人でやり取りしながら決めていった。
作画監督というクレジットこそないものの、沖浦も自身で「こんなに画を描いた作品はなかった」というほど作画作業に関わっている。作画監督を務めた安藤は、沖浦が入れた修正を見てその意図を察したり、彼と関係ない雑談をしたりする中で、価値基準をすり合わせて行ったという。

## 公開
2012年4月7日と8日に広島県・愛媛県で先行上映され、映画観客動員ランキング（興行通信社調べ）初登場第22位。4月21日からは全国276スクリーンで公開され、初日2日間で動員6万1,908人、興収7,751万600円を記録、ランキングは第9位となった。最終的な興行収入は4億7,000万円だった。
また韓国、香港、台湾、米国など、海外でも公開された。

### キャンペーン
本作は製作スタッフにスタジオジブリ映画などへの参加で活躍する実力派アニメーターが多く起用されたこともあってメディアからも注目作品の1つとして早くから取り上げられていた。テレビを中心に大々的な宣伝が行われ、制作サイドによる様々なキャンペーンも企画された。「父から娘への手紙」キャンペーンもそのうちの1つで、「大切な人同士の思いを届ける=思いを深める」という目的で『ももへの手紙』を観た人が自分の親や子など大切な人に向けて書いた手紙を募集し、優秀作を表彰することとなった。このキャンペーンは、映画の舞台となった広島県で展開され、知事として初めて育児のための休暇を取得した湯崎英彦広島県知事が選考委員の一人として就任した。応募された手紙の授賞式は全国公開の初日舞台あいさつの中で行われ、受賞者には湯崎知事から表彰状などが授与された。

## 受賞歴
- イタリア第14回フューチャーフィルム映画祭・最高賞プラテナグランプリ[23]
- 第16回ニューヨーク国際児童映画祭・長編大賞[23]
- 第15回文化庁メディア芸術祭アニメーション部門・優秀賞[24]
- 第16回ファンタジア国際映画祭・ベストアニメーション映画観客賞
- 第20回キンダー・フィルム・フェスティバル・最優秀作品賞（長編部門）、国際審査員特別賞
- 第36回日本アカデミー賞 優秀アニメーション作品賞[25][26]
- 2012年度芸術選奨新人賞メディア芸術部門
- 東京アニメアワード2013個人部門美術賞[27][28]
- 第6回アジア太平洋映画賞最優秀アニメーション映画賞

### 正式出品
- 第36回トロント国際映画祭
- 第8回ドバイ国際映画祭
- 第27回ワルシャワ国際映画祭
- 第44回シッチェス・カタロニア国際映画祭
- 第16回釜山国際映画祭
- 第31回ハワイ国際映画祭
- 第86回アカデミー長編アニメ映画賞[29]（最終選考エントリー、ノミネーションで落選）

## 映像作品
| 発売日         | タイトル     | 規格    | 規格品番  | レーベル           | 備考                                                                                                |
| -------------- | ------------ | ------- | --------- | ------------------ | --------------------------------------------------------------------------------------------------- |
| 2012年10月26日 | ももへの手紙 | DVD     | BCBA-4438 | バンダイビジュアル | 初回限定版は2枚組で映像特典を収録したディスク2が付属。 また限定盤には封入特典のブックレットも付属。 |
| 2012年10月26日 | ももへの手紙 | Blu-ray | BCXA-0618 | バンダイビジュアル | 初回限定版は2枚組で映像特典を収録したディスク2が付属。 また限定盤には封入特典のブックレットも付属。 |

## 関連書籍

### ノベライズ
- 百瀬しのぶ 著、沖浦啓之 原案『ももへの手紙』
  - 角川つばさ文庫（2012年3月13日発売、角川書店） - ISBN 978-4-04-631226-6
  - 角川文庫（2012年3月24日発売、角川書店） - ISBN 978-4-04-100163-9

### コミカライズ
月刊Asukaにて2011年11月号より連載され、単行本コミックス全2巻が発売された。
- 北見明子 作画、沖浦啓之 原案『ももへの手紙』
  - 上巻（2012年3月26日発売、角川書店） - ISBN 978-4-04-120190-9
  - 下巻（2012年5月26日発売、角川書店） - ISBN 978-4-04-120259-3

### 絵本
- アニメ絵本『ももへの手紙』（2012年4月1日発売、汐文社刊） - ISBN 978-4-81-138878-6

### ムック
- ニュータイプ 編、「ももへの手紙」製作委員会 監修『ももへの手紙 Art&Animation』（2012年5月17日発売、汐文社刊） - ISBN 978-4-04-110170-4